# Fosfati
Fosfati su soli i esteri fosforne kiseline. U organskoj kemiji pod fosfatima (ili organofosfatima) se podrazumijeva ester fosforne kiseline. Fosfati su vrlo značajni u biokemiji.
Anion PO43− kao i njegovi kondenzati (polimeri) i organofosfati nazivaju se fosfati PO43− a molarna masa iznosi 94,973 g.mola−1.
Fosfati se obično dobivaju iz raznih fosfornih minerala.
- H3PO4
Fosforna kiselina
- HPO42−
hidrogenfosfatov anion
- PO43−
anion fosfata